# كارل بيرتيلسن
كارل بيرتيلسن (بالدنماركية: Carl Bertelsen)‏ ، من مواليد 15 نوفمبر 1937 ، لاعب كرة قدم دنماركي سابق.
لعب مع منتخب الدنمارك لكرة القدم.

## روابط خارجية
- كارل بيرتيلسن على موقع الاتحاد الأوربي (الإنجليزية)
- كارل بيرتيلسن على موقع قاعدة بيانات كرة القدم.إي يو (الإنجليزية)
- كارل بيرتيلسن على موقع ناشيونال فوتبول تيمز (الإنجليزية)